# بارنائولکا
بارنائولکا (به لاتین: Barnaulka) یک رود در روسیه است که در سرزمین آلتای واقع شده‌است.